# Gunnar Weibull
Harry Valter Gunnar Weibull, född 14 januari 1919 i Landskrona församling, Malmöhus län, död 20 november 1964 i flygolyckan vid Ängelholm (folkbokförd i Landskrona församling), var en svensk genetiker, företagsledare och högerpolitiker.
Weibull blev direktör i W. Weibull AB 1946 och var verkställande direktör i nämnda bolag från 1962 till sin död. Han var ledamot av riksdagens första kammare för Högerpartiet från den 1 januari 1964 till sin död. Weibull omkom i flygolyckan i Ängelholm. Han är begravd på Farhults kyrkogård.